# زولتان مايلز
زولتان مايلز (18 مارس 1944 في أوكرانيا - 30 أغسطس 1997 في روسيا) هو لاعب كرة قدم (وحمل سابقاً جنسية الاتحاد السوفيتي) في مركز حراسة المرمى. لعب مع FC Spartak Ivano-Frankivsk ‏.